# Carbonear
Carbonear (Carbonnière) est une ville située au bord de la baie de la Conception sur la péninsule d'Avalon dans la province canadienne de Terre-Neuve-et-Labrador.
Il s'y trouvait le fort de Carbonnière, en face de l'île du même nom. C'est là qu’était située au XVIIe siècle l'une des stations les plus importantes des Anglais.

## Démographie
| 2001  | 2006  | 2011  | 2016  |
| ----- | ----- | ----- | ----- |
| 4 759 | 4 723 | 4 739 | 4 858 |